# Eduard Lasker

Eduard Lasker

Eduard Lasker (eigentlich: Jizchak Lasker; * 14. Oktober 1829 in Jarotschin, Provinz Posen, heute Jarocin, Polen; † 5. Januar 1884 in New York) war ein deutscher Politiker und Jurist. Er prangerte 1873 mit einer Rede vor dem Reichstag riskante Spekulationen an den Börsen an. So war er an der Auslösung des sogenannten Gründerkrachs beteiligt.

## Leben
Lasker war der Sohn des jüdischen Nagelfabrikanten Daniel Lasker und dessen Frau Rebecca. Seine erste Schulbildung genoss er durch Privatlehrer und auf einer Talmudschule in Ostrowo. Mit 13 Jahren besuchte er ab 1842 das Gymnasium in Breslau. In der Gymnasialzeit änderte er seinen Vornamen in Eduard. Nach Erreichen des Abiturs 1847 begann er noch im selben Jahr Mathematik und Philosophie an der Universität Breslau zu studieren.
Die Deutsche Revolution 1848/1849 erlebte Lasker in Wien, wo er in einem studentischen Korps gegen die kaiserlichen Truppen kämpfte. Er kehrte Ende des Jahres nach Breslau zurück und begann, durch die politischen Ereignisse beeinflusst, an der Universität Jura zu studieren. 1851 legte er sein Auskultator-Examen ab und zwei Jahre später bestand er sein zweites Staatsexamen. Anschließend ging er nach Großbritannien, wo er drei Jahre, bis 1856 lebte. Hier wurde er in die Freimaurerloge Tranquillity Nr. 185 in London aufgenommen.
1857 kehrte er nach Deutschland zurück. Am Stadtgericht in Berlin bestand Lasker sein Staatsexamen. Als Jude hatte er aber keine Chance, in den Staatsdienst übernommen zu werden. Während dieser Zeit trat Lasker publizistisch für die politischen Ideen seines Freundes Heinrich Bernhard Oppenheim ein. Im Verfassungskonflikt wurde Lasker 1865 bei der Nachwahl Mitglied im Preußischen Abgeordnetenhaus.

## Politik

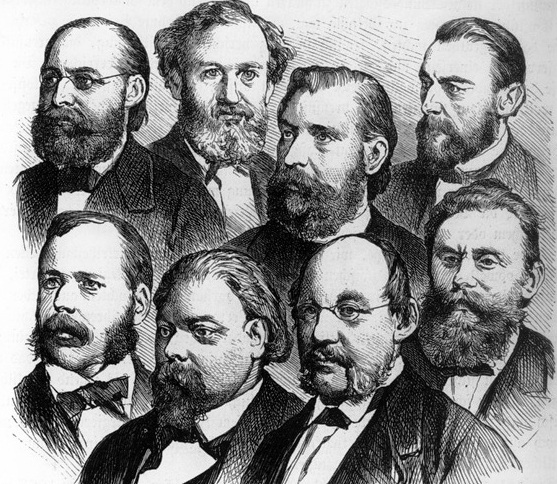
Führende Politiker der Nationalliberalen obere Reihe von links nach rechts: Wilhelm Wehrenpfennig, Eduard Lasker, Heinrich von Treitschke, Johannes Miquel, untere Reihe von links nach rechts: Franz von Roggenbach, Karl Braun, Rudolf Gneist, Ludwig Bamberger

Lasker war Mitglied der 1861 gegründeten Deutschen Fortschrittspartei. Gemeinsam mit Karl Twesten und Hans Victor von Unruh gehörte er 1866 zu denjenigen liberalen Abgeordneten, welche die Indemnitätsvorlage befürworteten, und damit eine Spaltung der Fortschrittsfraktion im Preußischen Abgeordnetenhaus provozierten. In den Folgemonaten war Lasker maßgeblich an der Gründung der Nationalliberalen Partei beteiligt. Schon nach kurzer Zeit avancierte er zum Führer des linksliberalen Flügels innerhalb der neuen Partei. Im Februar 1870 geriet er durch die Interpellation Lasker mit Bismarck aneinander, als Lasker vorschlug, Baden solle sofort in den Norddeutschen Bund aufgenommen werden.
In der öffentlichen Meinung verkörperte Lasker die Idee des Parlamentes, dessen Macht er zu erweitern suchte und somit zum entscheidenden Faktor in der Politik machen wollte. Als dieses politische Programm im Zuge der innenpolitischen Wende 1878/79 zusammenbrach, erinnerte die Frankfurter Zeitung, das „Tintenfass“ der Nationalliberalen, an einen Ausspruch Ludwig Bambergers: „Wer die Parlamente einsetzt, ehe das Reich der Freiheit im Fundament gegründet ist, der bahnt nicht dem Fortschritt, sondern dem Verrat den Weg.“
Aufgrund interner Differenzen mit dem Führer des rechten Parteiflügels Rudolf von Bennigsen um die Billigung der Schutzzollpolitik sowie die Verlängerung des Septennats und des Sozialistengesetzes trat Lasker 1880 aus der Partei aus. Einige Weggefährten, insbesondere Ludwig Bamberger, Heinrich Rickert und Franz von Stauffenberg, folgten bald Laskers Beispiel und gründeten 1881 mit ihm die Liberale Vereinigung. Diese Abspaltung erzielte vor allem in Preußen beachtliche Wahlerfolge und fusionierte schließlich wenige Monate nach Laskers Tod 1884 mit der Deutschen Fortschrittspartei unter Eugen Richter zur Deutschen Freisinnigen Partei.
Obwohl er nicht zuletzt wegen seiner Herkunft immer stärkeren antisemitischen Anfeindungen ausgesetzt war, gelangen Lasker große parlamentarische Erfolge in den Reichstagen des Norddeutschen Bundes und Kaiserreiches und im Preußischen Abgeordnetenhaus. Lasker klärte den Skandal um die Berliner Nordbahn maßgeblich parlamentarisch mit auf. In den Wirtschaftsskandal um den Eisenbahnkönig Bethel Henry Strousberg und die Gründer der Eisenbahngesellschaft Fürst Putbus und Prinz Biron von Kurland waren auch mehrere Politiker verwickelt – das brachte den an sich regierungsloyalen Abgeordneten auch in Konflikt mit Otto von Bismarck, der es sich zum Ziel machte, Lasker innerhalb der Nationalliberalen Partei zu isolieren.

## Krankheit und Tod
Ab 1875 erkrankte Lasker schwer und erlitt schließlich, da er sich nach wie vor im politischen Geschäft aufrieb, 1883 einen völligen Zusammenbruch. Durch einen längeren Aufenthalt in den Vereinigten Staaten wollte er sich auskurieren. Doch bereits im Jahr darauf starb Eduard Lasker im Alter von 54 Jahren am 5. Januar 1884 in New York auf dem Rückweg von einem Diner bei Bankier Seligmann, der ihn auch begleitete, in dessen Armen an einem Herzschlag.

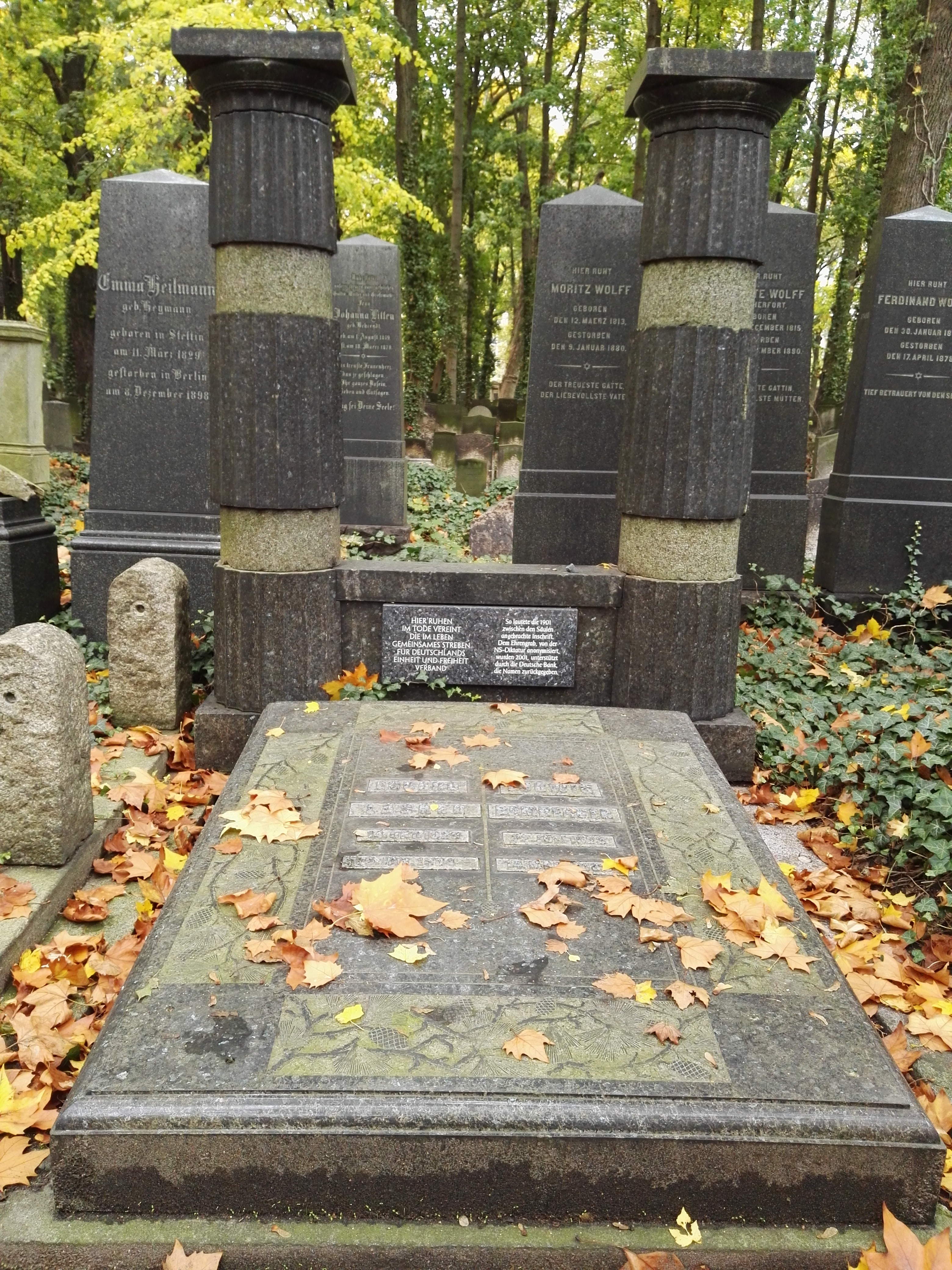
Grabstätte

Bismarck verbot, ein an den Reichstag gerichtetes Kondolenzschreiben des amerikanischen Kongresses an das Parlament zu übergeben. Er ließ es mit der Begründung nach Washington zurücksenden, die Tätigkeit des Verstorbenen sei dem deutschen Volk nicht nützlich gewesen. Ministern und Beamten wurde von Bismarck verboten, an seinem Begräbnis teilzunehmen. Dennoch würdigte er ihn in seinen Memoiren als „ehrlichen Gegner“. 1901 wurde Eduard Lasker auf dem jüdischen Friedhof an der Schönhauser Allee in Berlin bestattet. Jetzt ruht er dort zusammen mit Ludwig Bamberger in einem Ehrengrab.
Eine seiner wichtigsten Errungenschaften ist wohl die Lex Miquel-Lasker, welche er als nationalliberaler Abgeordneter zusammen mit Johannes von Miquel schließlich 1873 durchsetzen konnte. Es weitete die Gesetzgebungskompetenzen des Reiches unter anderem auf das gesamte bürgerliche Recht aus und bereitete so maßgeblich den Weg für die einheitliche Zivilgesetzgebung des Bürgerlichen Gesetzbuches (BGB).

## Werke
- Die beiden Laskertage im Abgeordnetenhause. Reden des Lasker gegen Wagener und über das Eisenbahnconcessionswesen in Preußen gehalten im Hause der Abgeordneten am 7. Februar (und 15. Februar) 1873. Prager, Berlin 1873.
- Zur Verfassungsgeschichte Preußens. F. A. Brockhaus, Leipzig 1874.
- Berichtigung und Einige Worte an unbefangene Leser. Moeser, Berlin 1876.
- Der Streit um die Justizgesetze. Offenes Sendschreiben. (Mit einer Uebersicht über die Streitpunkte und deren Beilegung). Moeser, Berlin 1876.
- Die Zukunft des deutschen Reiches. Rede des Reichstags-Abgeordneten Dr. E. Lasker gehalten in der Gemeinnützigen Gesellschaft zu Leipzig am 18. Januar 1877. Leipzig 1877 (4. Aufl. Schloemp, Leipzig 1884).
- Wege und Ziele der Culturentwickelung. Essays. F. A. Brockhaus, Leipzig 1881.
- Ueber Welt und Staatsweisheit. Julius Springer, Berlin 1873 (Digitalisat).
- Erlebnisse einer Mannes-Seele. Hrsg. von Berthold Auerbach. Cottasche Buchhandlung, Stuttgart 1873 (Textarchiv – Internet Archive).
- Wilhelm Kahn (Hrsg.): Aus Eduard Laskers Nachlass. Teil 1.  15 Jahre parlamentarischer Geschichte (1866–1880). Georg Reimer, Berlin 1902.
- Gegen das Sozialistengesetz 1878. Buchhandlung Nationalverein, München 1910 (= Vorkämpfer deutscher Freiheit. 12).